# Зогу, Ахмет
Ахме́т Зо́гу (8 октября 1895 — 9 апреля 1961) — албанский государственный деятель, второй президент Албании с 1925 по 1928 год и первый король Албании с 1928 года по 1939 год из династии Зогу. С 1922 по 1924 год и в 1925 году премьер-министр Албании.

## Биография
Ахмед-бей Мухтар Зоголлы родился 8 октября 1895 года в крепости Бургайет, близ Буррели. Ахмед Зогу был внуком сельского байрактара Джеляла-паши Зоголлы и племянником Эссад-паши Топтани и третьим сыном Кемаль-паши Зоголлы, наместника области Мати, и Садии Топтани. Зоголлы было влиятельным феодальным семейством. Мать Ахмеда — Садия Топтани — была потомком сестры Скандербега.
Образование Ахмед Зоголлы получил в стамбульском колледже Галатасарай. А в дальнейшем поменял фамилию Зоголлы (Zogolli) на Зогу (что по-албански означает «птица»).
В 1911 году унаследовал после смерти отца должность губернатора Мати. В этом качестве подписал в 1912 году декларацию о независимости Албании. Принимал участие в Первой мировой войне в качестве добровольца на стороне Австро-Венгрии. После возвращения в 1919 году на родину занялся политикой. Был губернатором Шкодера (1920—1921), министром внутренних дел (1920, 1921—1924) и военным министром (1921—1922).
Во время Июньской революции 1924 года бежал из Албании в Королевство сербов, хорватов и словенцев. При его поддержке и с помощью отряда русских эмигрантов (под командованием полковника К. К. Улагая, вербовку в отряд осуществляли И. М. Миклашевский, Л. П. Сукачёв и Заурбек Ахушков — близкий друг Ахмета Зогу), Зогу совершил в Албании в декабре 1924 года государственный переворот — и с этого времени стал единоличным правителем страны с января 1925 года в качестве президента республики. 25 августа 1928 года Ахмед Зогу провозгласил себя монархом Албании, а 1 сентября 1928 года вновь избранное Учредительное собрание (алб. Asamblea Konstituente) утвердило Зогу королём албанцев под двойным громким именем Зогу I Скандербег III.

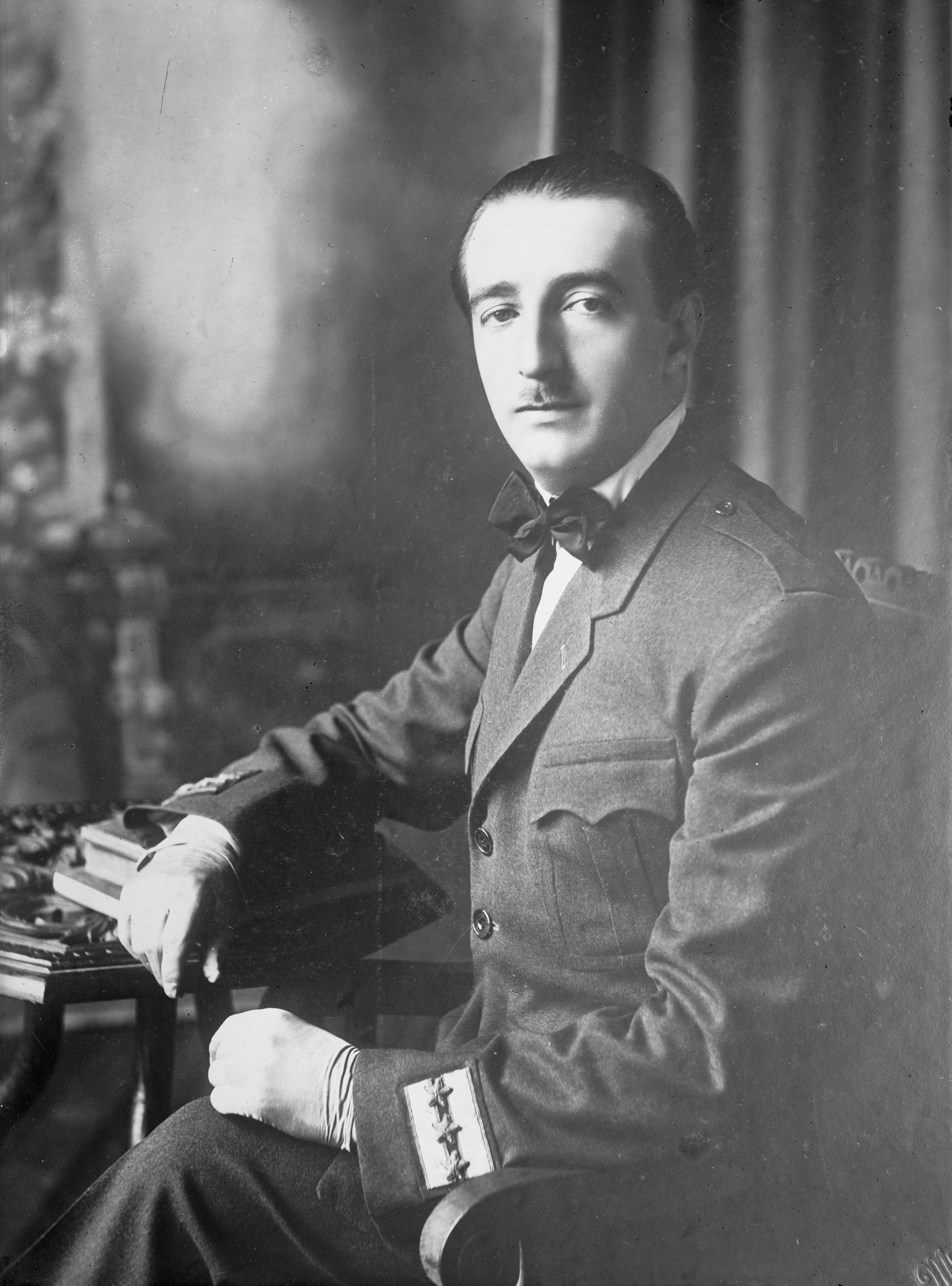
Король Албании Зогу I Скандербег III

Придерживаясь авторитарных позиций, Зогу, как и свергнутый им Фан Ноли, хотел осуществить модернизацию Албании. Он добился успехов в борьбе с бандитизмом и искоренении традиций кровной мести, способствовал объединению разобщённых фисов (кланов, племён) путём строительства дорог, больниц и школ, направлял студентов в европейские университеты, создал систему административного деления, ввёл ответственность чиновников перед министерством внутренних дел и использовал европейские образцы при разработке кодексов уголовного, гражданского и торгового права.
Реформы требовали финансовой поддержки и технической помощи, которые Зогу получал из Итальянского королевства. В 1925 году итальянским компаниям были предоставлены права на разработку месторождений полезных ископаемых, а находившийся под итальянским контролем Национальный банк стал выпускать албанские деньги и исполнять функции казначейства. В Риме было учреждено Общество по экономическому развитию Албании, которое финансировало строительство дорог, мостов и других общественных объектов.
В 1926 году, после ослабления положения Зогу в результате мощного восстания на севере, Италия стала оказывать активное влияние на внешнюю политику Албании. 27 ноября 1926 года в Тиране Италия и Албания подписали Договор о дружбе и безопасности (т. н. 1-й Тиранский пакт) сроком на 5 лет. В соответствии с договором, обе страны обязались сохранять политическое, юридическое и территориальное статус-кво Албании и не подписывать политические и военные соглашения, наносящие ущерб интересам другой стороны. Спустя год, 22 ноября 1927 года, был подписан Договор об оборонительном союзе (т. н. 2-й Тиранский пакт) сроком на 20 лет, после чего из Италии поступило вооружение и прибыли инструкторы для модернизации албанской армии, насчитывавшей в то время 8 тыс. человек.

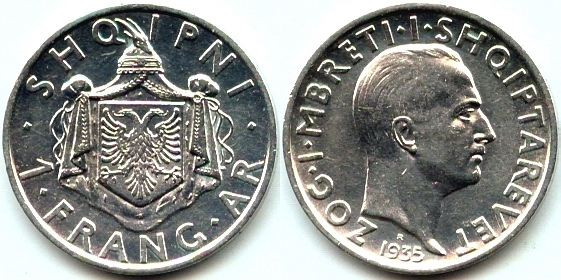
1 франг ар 1935 года — албанская монета с профилем короля Ахмета Зогу

Вопреки политическому и экономическому давлению со стороны итальянцев, в 1931 году Зогу отказался возобновить 1-й Тиранский пакт. Спустя год Зогу отклонил предложение об установлении таможенного союза с Италией и выслал многих итальянских военных советников, а в 1933 году закрыл итальянские школы. Манёвры итальянских военных судов близ Дурреса в июне 1934 года не помогли получить новые концессии в Албании.
19 марта 1936 года было подписано ещё одно соглашение между Италией и Албанией, предусматривавшее установление более тесных финансовых и торговых отношений. Взамен на списание задолженностей по ранее выданному займу и предоставление нового займа (в 9 млн албанских франков) и кредита (в 3,5 млн албанских франков), Албания обязалась вернуть итальянских военных советников и гражданских инструкторов в государственный аппарат и армию. Италии предоставлялись новые нефтяные и горнорудные концессии, право на разведку полезных ископаемых и сооружение ряда военных укреплений. Снимались все ограничения на ввозимые в страну итальянские товары.
Курс на стабильное развитие, провозглашённый Зогу в 1925 году, был прерван в апреле 1939 года, после оккупации Албании Италией. Этому предшествовал фактически ультиматум с требованием установления итальянского протектората над Албанией. После оккупации страны Зогу бежал в Грецию, затем переехал в Лондон, а премьер-министром оккупационного правительства был назначен его давний враг Шефкет Бей Верладжи. Сторонники Зогу в албанском сопротивлении объединились в движение Легалитети.
На жизнь Ахмета Зогу было совершено более 50 покушений. В 1924 году его пытался застрелить Бекир Вальтери, впоследствии фашистский активист, казнённый в 1945 году по приговору коммунистического Специального суда. За организацию заговора и покушения на Зогу был заочно приговорён к смертной казни Кола Тромара, в 1945 году расстрелянный вместе с Вальтери.
Умер 9 апреля 1961 года.
В 2012 году останки короля были торжественно перезахоронены в Мавзолее королевской семьи Албании в Тиране. На церемонии перезахоронения присутствовали президент, премьер-министр страны, представители албанского, черногорского и российского монарших домов. Сали Бериша отметил роль Зогу в становлении национальной государственности. Главной улице албанской столицы было возвращено наименование Бульвар Зогу. Там же в 2012 году установлен памятник королю Зогу.
В 2005 году о Зогу кинематографистами Франции, Греции, Польши, Испании и Болгарии был снят мини–сериал «Последний правитель Балкан».